# Dover (Missouri)
Dover – wieś w hrabstwie Lafayette, w stanie Missouri, w Stanach Zjednoczonych. Według danych z 2010 roku Dover zamieszkiwały 103 osoby.